# Op de man af
Op de man af is een Vlaams televisieprogramma op Eén waarin Saartje Vandendriessche het opneemt tegen mannelijke uitdagers in een door hen gekozen competitie.
Het eerste seizoen was te zien in het voorjaar van 2018. Daarin wonnen de mannen het van Saartje met vier overwinningen tegen drie. Het tweede seizoen werd uitgezonden in het najaar van 2020. Deze keer moesten de mannen het onderspit delven tegen Saartje met drie overwinningen tegen vier.

## Concept
In elke aflevering neemt Saartje Vandendriessche het op tegen een mannelijke BV in een sportieve of avontuurlijke uitdaging die door hem gekozen werd. Zij worden voor elke opdracht op vier weken tijd klaargestoomd door een expert of ervaringsdeskundige. Saartje wordt bovendien bijgestaan door sportpsychologe Els Snauwaert en personal trainer en olympisch medaillewinnares Hanna Mariën om haar mentaal en fysiek voor te bereiden op elke confrontatie.

## Afleveringen

### Seizoen 1
| Nr. | Uitdaging        | Uitdager             | Kijkcijfers (live) | Uitzenddatum     |  |
| --- | ---------------- | -------------------- | ------------------ | ---------------- |  |
| 1 | Bangerstox       | Rik Verheye          | 772.525            | 3 januari 2018   |  |
| Saartje en Rik nemen deel aan het WK bangerstox, een tak van de autosport waarin botsen is toegelaten en waarin het enige doel is om desondanks als eerste de finish te halen. Zij worden getraind door Jimmy Carmoy, de vice-wereldkampioen bangerstox. De uitdaging wordt gewonnen door Rik Verheye. |                  |                      |                    |                  |  |
| 2 | Klimmen          | Mathias Vergels      | 831.250            | 10 januari 2018  |  |
| Saartje en Mathias nemen het tegen elkaar op om om ter eerst de hoogste klimmuur ter wereld te bedwingen. Bij hun voorbereiding worden zij geholpen door klimcoach Liesbeth Wulteputte. Saartje wint de uitdaging. |                  |                      |                    |                  |  |
| 3 | Lumberjack       | Sieg De Doncker      | 771.394            | 17 januari 2018  |  |
| Saartje en Sieg nemen deel aan de Eurojack Lumbergames in Tsjechië, een houthakkerswedstrijd waar met bijlen gegooid wordt, bomen doorgezaagd worden en deelnemers om ter snelt in bomen moeten klimmen. Zij worden begeleid door de broers Robin en Maarten Cuvelier, die tot de top van de lumberjackwereld behoren. In Tsjechië toont Sieg zich de betere houthakker. |                  |                      |                    |                  |  |
| 4 | Kajak            | Jan Van Looveren     | 748.186            | 24 januari 2018  |  |
| Jan daagt Saartje uit om deel te nemen aan de Qaannamik Unammersuarneq, het Nationaal Kampioenschap traditionele kajak in Groenland. Die competitie bestaat uit een kajakrace, harpoenwerpen en zo vaak mogelijk eskimoteren. Kajakcoach Maarten Zanders moet hen klaarstomen. In Groenland neemt Saartje als enige vrouw deel aan de competitie, maar ze slaagt er wel in om Jan te verslaan en de uitdaging te winnen. |                  |                      |                    |                  |  |
| 5 | Formatiespringen | Dieter Coppens       | 781.057            | 31 januari 2018  |  |
| Dieter daagt Saartje uit tot een wedstrijdje formatiespringen in Spanje: vanop 4000 meter uit een vliegtuig springen en in duikvlucht zo veel mogelijk figuren maken in vrije val samen met skydiveteam HayaBusa, de wereldkampioenen formatiespringen. Saartje en Dieter worden gecoacht door paracommando Luc Van Britsom. Ook deze uitdaging wordt door Saartje gewonnen. |                  |                      |                    |                  |  |
| 6 | Obstacle run     | Maarten Vangramberen | 804.525            | 7 februari 2018  |  |
| Maarten en Saartje nemen deel aan een van de zwaarste Obstacle Runs ter wereld: de Dirty Weekend Rat Race in Engeland is een loopwedstrijd van 32 kilometer lang met meer dan 200 obstakels om te overwinnen. Ze worden getraind door obstacle course racing trainer Cedric, een onderofficier in het Belgisch leger. Maarten wint deze uitdaging. |                  |                      |                    |                  |  |
| 7 | Crashed Ice      | Louis Talpe          | 686.534            | 14 februari 2018 |  |
| Louis en Saartje nemen het tegen elkaar op in een extreme sport: de Red Bull Crashed Ice-wedstrijd in Finland. In deze wedstrijd schaatsen de deelnemers van een berg naar beneden met snelheden tot 70 km/u en moeten ze onderweg ook nog over een rots springen. Crashediceatleet Redlef Cornelis moet zorgen dat ze het er heelhuids vanaf brengen. Bij het trainen gaat het echter mis en loopt Saartje een breuk op in haar linkerpols. Een jaar later neemt ze de uitdaging opnieuw aan, maar dit keer tegen Sieg De Doncker omdat Louis Talpe niet beschikbaar is. Sieg blijkt een goede schaatser en wint de crashedicerace tegen Saartje. |                  |                      |                    |                  |  |
| 8 | Compilatie       | -                    | 553.924            | 21 februari 2018 |  |
| In deze compilatieaflevering blikt Saartje samen met coaches Els Snauwaert en Hanna Mariën terug op de voorbije zeven uitdagingen. |                  |                      |                    |                  |  |

### Seizoen 2
| Nr. | Uitdaging      | Uitdager                        | Kijkcijfers (live) | Uitzenddatum      |  |
| --- | -------------- | ------------------------------- | ------------------ | ----------------- |  |
| 1 | Mountainbike   | Bill Barberis                   | 627.208            | 3 september 2020  |  |
| Saartje en Bill nemen het tegen elkaar op in de Titan Desert Race, een loodzware driedaagse mountainbikerace door de Marokkaanse woestijn. Coach van dienst is ex-wereldkampioen en vice-olympisch kampioen Filip Meirhaeghe. In Marokko ligt Bill na twee van de drie etappes voor op Saartje, maar door een incident met dodelijke afloop wordt de derde etappe geneutraliseerd waardoor de overwinning naar Bill gaat. |                |                                 |                    |                   |  |
| 2 | Swimrun        | Ruben Van Gucht en Wesley Sonck | 611.763            | 10 september 2020 |  |
| Ruben en Wesley dagen Saartje uit voor de swimrun aan de Côte Vermeille in Frankrijk, een uitputtingsrace die bestaat uit zwemmen in zee en lopen over ruw terrein terwijl beide ploeggenoten met een touw aan elkaar verbonden zijn. Voor deze uitdaging vormt Saartje een duo met Imke Courtois. De teams worden gecoacht door Nick Baelus, bondscoach van de Belgische triatleten. Na een race van vijf uur blijken de heren net iets sterker dan de dames. |                |                                 |                    |                   |  |
| 3 | Highline       | Otto-Jan Ham                    | 611.245            | 17 september 2020 |  |
| Otto-Jan Ham daagt Saartje uit in het highlinen. Zij worden op vier weken tijd klaargestoomd door sportleraar en highliner Bram Boelens om het dan tegen elkaar op te nemen boven de Gorge Du Verdon, de grootste canyon van Europa in het zuiden van Frankrijk. Na drie weken intensieve training blijkt de Gorge Du Verdon toch te hoog gegrepen, dus gaan Saartje en Otto-Jan de strijd met elkaar aan in Freÿr. De zege is dit keer voor Saartje. |                |                                 |                    |                   |  |
| 4 | Biatlon        | Viktor Verhulst                 | 506.129            | 24 september 2020 |  |
| Viktor Verhulst daagt Saartje uit voor een wedstrijd biatlon in het Duitse Notschrei. Thorsten Langer, meervoudig Belgisch kampioen biatlon, moet hen de basisprincipes aanleren. Tijdens de voorbereidingen op rollerski's haalt Viktor het op kracht van Saartje en bovendien blijkt hij ook nog een getalenteerd schutter te zijn. In Duitsland kan Saartje echter haar strafrondes beperken door iets beter te scoren tijdens het schieten en zo wint ze het duel van Viktor. |                |                                 |                    |                   |  |
| 5 | Lifesaving     | Sean Dhondt                     | 606.719            | 1 oktober 2020    |  |
| Sean daagt Saartje uit om hem te verslaan op het EK lifesaving in het Italiaanse Riccione in drie disciplines: inflatable rescue boat, beachflags en boardrace. Docent lifesavingtechnieken Wim Nuyens zal hen inwijden in de geheimen van het reddersvak. Tijdens de trainingen zijn Sean en Saartje aan elkaar gewaagd, maar in Italië loopt het bij Saartje mis tijdens de twee inflatable rescue boat opdrachten waardoor Sean het duel wint. |                |                                 |                    |                   |  |
| 6 | Snowkiting     | Nawfel Bardad-Daidj             | 469.756            | 8 oktober 2020    |  |
| Nawfel daagt Saartje uit voor Ragnarok, de zwaarste snowkiterace ter wereld. Zij worden bijgestaan door wereldkampioen kitesurfen Christophe Tack. Tijdens de voorbereidingen moeten ze niet alleen leren kiten, ze moeten ook de koude en verzuring leren verbijten. Nawfel blijkt over enorm veel kitefeeling te beschikken, maar hij heeft nog nooit op een snowboard gestaan. In het Noorse Geilo lijkt het duel een nek-aan-nekrace te worden, maar wanneer Nawfel in een no wind space terechtkomt is de race voor hem over en gaat Saartje met de overwinning aan de haal. |                |                                 |                    |                   |  |
| 7 | Wildwaterkajak | Bartel Van Riet                 | 651.559            | 22 oktober 2020   |  |
| Bartel daagt Saartje uit om te gaan wildwaterkajakken op de Rhône, een van de wildste rivieren van Frankrijk. Wildwaterexpert Servaes Timmerman zal hen coachen voor deze opdracht. Tijdens de voorbereidingen op vlak water blijkt al snel dat een wildwaterkajak uiterst onstabiel is. Ook eskimoteren met zo'n kajak lukt hen niet. Bij hun trainingen op de Ourthe leren ze om met en tegen de stroming door poortjes te varen. Op een kunstmatige piste in het Franse Arras nemen beiden het voor het eerst tegen elkaar op en finisht Bartel een seconde voor Saartje. In de ultieme confrontatie op de Rhône in Saint-Pierre-de-Boeuf slaagt Saartje erin om de finish te bereiken terwijl Bartel tijdens zijn beide pogingen kantelt. Daardoor is de overwinning binnen voor Saartje en wint ze het tweede seizoen met 4 tegen 3 van de mannen. |                |                                 |                    |                   |  |
| 8 | Compilatie     | -                               | 440.180            | 29 oktober 2020   |  |
| In deze compilatieaflevering blikt Saartje samen met coaches Els Snauwaert en Hanna Mariën terug op de voorbije zeven uitdagingen. |                |                                 |                    |                   |  |